# Vaibhavi Merchant
Vaibhavi Merchant (India, 1976) es una de las coreógrafas más conocidas de una de las principales industrias de cine del mundo ubicada en la India, conocida como Bollywood. Merchant debutó como actriz en la película Snehapoorvam Anna en Malayalam, uno de los 22 idiomas oficiales de la India, aun así, prefirió seguir siendo coreógrafa ganando su primer premio importante por el trabajo realizado en la danza de la película Hum Dil De Chuke Sanam de 1999, más conocida en occidente como Straight from the Heart. Posteriormente, dirigió la coreografía de la película Lagaan nominada en los Premios Oscar.
Ha dirigido numerosas coreografías de películas de Bollywood, mientras en paralelo, ha estado trabajando en el espectáculo teatral The Merchants of Bollywood. En España, el espectáculo producido por Mark Brady, se presentó el día 27 de febrero de 2008 en Barcelona bajo el nombre Bollywood, The Show.

## Filmografía como coreógrafa
Vaibhavi Merchant ha dirigido participado en más de 100 películas como coreógrafa, incluyendo:
| - 2007, Aaja Nachle - 2007, Heyy Babyy - 2007, Marigold - 2006, Dhoom 2 - 2006, Baabul - 2006, Umrao Jaan - 2006, Krrish - 2006, Fanaa - 2006, Humko Tumse Pyaar Hai - 2006, Rang De Basanti - 2005, Shikhar - 2005, Neal n' Nikki - 2005, Shaadi No. 1 - 2005, Athadu - 2005, Ramji Londonwaley - 2005, No Entry - 2005, Bunty Aur Babli - 2005, Chehraa - 2005, Balu ABCDEFG - 2004, Dil Maange More - 2004, Swades - 2004, Veer Zaara - 2004, Tumsa Nahin Dekha - 2004, Madhoshi - 2004, Dil Ne Jise Apna Kahaa - 2004, Rakht - 2004, Dhoom | - 2004, Fida - 2004, Kyun! Ho Gaya Na - 2004, Garv - Pride And Honour - 2004, Lakshya - 2004, Shaadi Ka Laddoo - 2004, Meenaxi - 2004, Rudraksh - 2004, Aetbaar - 2003, Baghban - 2003, Kuch Naa Kaho - 2003, Mumbai Se Aaya Mera Dost - 2003, Haasil - 2003, Kaash Aap Hamare Hote - 2003, Dum - 2003, Dil Ka Rishta - 2002, Guru Mahaaguru - 2002, Karz - The Burden Of Truth - 2002, Deewangee - 2002, Devdas - 2002, Na Tum Jaano Na Hum - 2002, Filhaal - 2001, Lagaan - 2001, Albela - 1999, Hum Dil De Chuke Sanam |